# Сент-Анн-де-Бопре

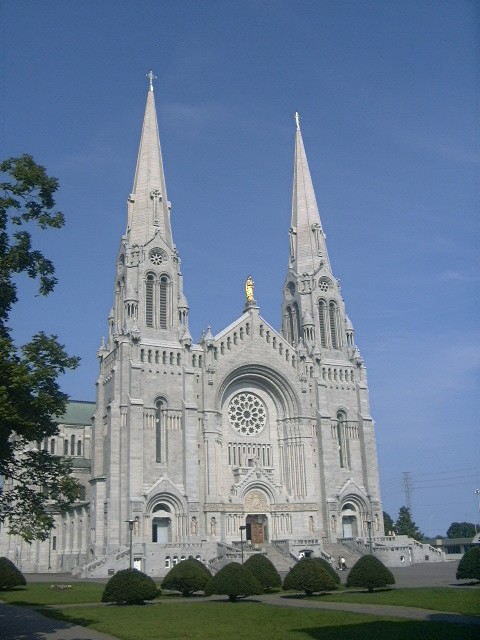
Базиліка Сент-Анн-де-Бопре

Сент-Анн-де-Бопре (фр. Sainte-Anne-de-Beaupré) — місто в окрузі Ла-Кот-де-Бопре в канадській провінції Квебек. Розташоване на північному березі річки Св. Лаврентія за 35 км на північний схід від м. Квебек, приблизно за 5 км на схід від Шато-Ріше і за 5 км на захід від Бопре. Згідно з переписом 2006 р. населення міста становило 2803 особи.

## Туризм
Місто надзвичайно популярне серед католицьких паломників, у тому числі і з Європи, завдяки спорудженій у ньому базиліці св. Анни. Навколо базиліки пізніше з'явилися інші туристичні пам'ятки, пов'язані з культом св. Анни, у тому числі Музей св. Анни та Циклорама, що зображує Єрусалим часів Ісуса Христа.
Навколо міста, розташованого біля підніжжя Лаврентійських гір, розвинений агротуризм. У його околицях розташовані кілька винарень, приватна броварня.
Визначними пам'ятками є каньйон св. Анни з великим водоспадом, розташований за 6 км на схід від міста і природний заказник на мисі св. Тита.